# Santo Antônio de Lisboa
Santo Antônio de Lisboa är en kommun i Brasilien.   Den ligger i delstaten Piauí, i den östra delen av landet, 1 200 km nordost om huvudstaden Brasília. Antalet invånare är 6 008.
Omgivningarna runt Santo Antônio de Lisboa är huvudsakligen savann. Runt Santo Antônio de Lisboa är det glesbefolkat, med 12 invånare per kvadratkilometer.